# كتاب القناعة
كتاب القناعة هو أحد الكتب التي أختصت بموضوع معين وهو القناعة , ألفه الحافظ ابن السني (280 هـ - 364 هـ)، يتناول الكتاب موضوع القناعة وفضل من تحلّى بها، وقد كتبه المؤلف بحيث يخرج الأحاديث والنصوص الواردة في الباب بسنده، قسم الكتاب إلى أبواب، ووضع لكل باب عنوان، وأدرج تحت كل عنوان ما يناسبه من نصوص , وقد اشتمل الكتاب على 71 نصاً، ما بين أحاديث مرفوعة وآثارٍ موقوفة على الصحابة والتابعين ومنها الصحيح ومنها الضعيف وأبيات شعر.
وقد ورد في مقدمة الكتاب كلمة للمؤلف ابن السني فقال:
| كتاب القناعة | هذا كتاب ذكرت فيه فضل القناعة وصفتها، القناعة الرضا بالقسم يقال : قنع الرجل قناعة، إذا رضي وقال أبو ذؤيب الهذلي : والنفس راغبة إذا رغبتها وإذا ترد إلى قليل تقنع وقال لبيد : فمنهم سعيد آخذ بنصيبه ومنهم شقي بالمعيشة قانع وقال آخر : وللرزق أسباب تروح وتغتدي وإني منها بين غاد ورائح قنعت بثوب العدم من حلة الغنا ومن بارد عذب زلال بمالح وقال آخر : كن بما أوتيته مقتنعا تقتفي عيش القنوع المكتفي كسراج دهنه قوت له فإذا غرقته فيه طفي | كتاب القناعة |